# Meditações
Meditações (em grego Τὰ εἰς ἑαυτόν, Ta eis heautón literalmente "[pensamentos/escritos] endereçados a si mesmo") é o título de uma série de escritos pessoais do imperador romano Marco Aurélio onde ele apresentou suas ideias sobre a filosofia estoica.
Marco Aurélio escreveu os doze livros das Meditações em grego, como uma fonte para sua própria orientação e para se melhorar como pessoa. É possível que grande parte da obra tenha sido escrita em Sírmio, onde ele passou muito tempo planejando campanhas militares entre os anos de 170 a 180. Sabe-se que partes dela foram escritas enquanto ele estava acampado em Aquinco, na Panônia, devido a notas na própria obra que indicam que o segundo livro foi escrito durante suas campanhas contra os quados, no rio Granova (atual Hron); já o terceiro livro foi escrito em Carnunto. Não se sabe ao certo se ele teve a intenção de publicar seus escritos. O título "Meditações" é apenas o mais célebre dentre diversos outros comumente designados à coleção. A obra segue o formato de citações, que variam em tamanho, de uma frase a parágrafos longos.
Suas ideias estoicas frequentemente giram em torno do controle das emoções, de habilidades, as quais, segundo o autor, libertariam o homem das dores e dos prazeres do mundo material. A única maneira de um homem ser atingido pelos outros seria se ele permitisse que sua reação tomasse conta de si. Marco Aurélio não mostra qualquer fé religiosa em particular nos seus escritos, mas parecia acreditar que algum tipo de força lógica e benevolente organizasse o universo de tal maneira que até mesmo os acontecimentos "ruins" ocorressem para o bem do todo.

## Trechos
“Comece a manhã dizendo a si mesmo, eu me encontrarei com o intrometido, o ingrato, arrogante, enganador, invejoso, anti-social. Tudo isso acontece com eles por causa de sua ignorância do que é bom e mau.” (II,1)
“Que grande alma é aquela que está pronta, em qualquer momento necessário, para ser separada do corpo e depois extinguida ou dispersa ou continuar a existir; mas de modo que esta disponibilidade venha do próprio julgamento do homem, não de mera obstinação, como com os cristãos, mas com ponderação e dignidade e de modo a convencer outro, sem demonstração dramática.” (XI,3)”
“Se um homem está equivocado, instrua-o gentilmente e mostre-lhe seu erro. Mas se não for capaz, culpe-se a si mesmo, ou não culpe nem a si mesmo.” (X,4)
"Este é o ponto principal: Não se perturbe, porque todas as coisas estão de acordo com a natureza do universal; e em pouco tempo não será ninguém e em lugar nenhum, como Adriano e Augusto”. (VIII, 5)

"Lembre-se de que mudar sua opinião e seguir aquele que corrige seu erro é tão consistente com a liberdade quanto persistir em seu erro.” (VIII, 16)

## História do texto
Não há menção certa das Meditações até o início do século X. O historiador Heródio, escrevendo em meados do século III, faz menção ao legado literário de Marco, dizendo "Ele se preocupava com todos os aspectos da excelência e, em seu amor pela literatura antiga, ele não se compara a nenhum homem, romano ou Grego; isso é evidente por todos os seus ditos e escritos que chegaram até nós", uma passagem que pode se referir às Meditações. A Historia Augusta biografia de Avídio Cássio, que teria sido escrito no século IV, registros que antes Marcus estivesse nas Guerras Marcomânicas, ele foi convidado a publicar o seu Preceitos da Filosofia no caso de algo acontecer a ele, mas ele "por três dias discutiu os livros de suas Exortações um após o outro". Uma menção duvidosa é feita pelo orador Temístio por volta de 364. Em um discurso ao imperador Valente, Sobre o amor fraterno, ele diz: "Você não precisa das exortações (em grego:  παραγγέλματα) de Marco". Outra possível referência está na coleção de poemas gregos conhecida como Antologia Palatina, uma obra que data do século X, mas contendo muito material anterior. A antologia contém um epigrama dedicado ao "Livro de Marco". Foi proposto que este epigrama foi escrito pelo estudioso bizantino Teofilato Simocata no século VII.
A primeira menção direta da obra vem de Aretas de Cesareia (c. 860–935), um bispo que foi um grande colecionador de manuscritos. Em alguma data antes de 907, ele enviou um volume das Meditações a Demétrio, Arcebispo de Heracleia, com uma carta dizendo: "Eu tenho há algum tempo um exemplar antigo do livro mais lucrativo do Imperador Marco, tão antigo que está se despedaçando totalmente.... Isso eu copiei e posso entregar à posteridade em seu novo vestido". Aretas também menciona o trabalho em notas marginais (scholia) para livros de Luciano e Dio Crisóstomo, onde ele se refere a passagens no "Tratado para si mesmo" (grego: τὰ εἰς ἑαυτὸν ἠθικά), e era esse título que o livro trazia no manuscrito a partir do qual a primeira edição impressa foi feita no século XVI. A própria cópia de Aretas agora desapareceu, mas acredita-se que seja o provável ancestral dos manuscritos sobreviventes.
A próxima menção às Meditações está no léxico Suda publicado no final do século X. O Suda chama a obra de "uma direção (em grego: ἀγωγή) de sua própria vida por Marcus, o imperador em doze livros", que é a primeira menção de uma divisão da obra em doze livros. O Suda faz uso de cerca de trinta citações tiradas dos livros I, III, IV, V, IX e XI.
Por volta de 1150, João Tzetzes, um gramático de Constantinopla, cita passagens dos Livros IV e V atribuindo-as a Marco. Cerca de 200 anos depois Nicéforo Calisto (c. 1295–1360) em sua História Eclesiástica escreve que "Marco Antônio compôs um livro para a educação de seu filho Marco [ou seja Cômodo], cheio de toda experiência mundana (em grego:  κοσμικῆς) e instrução. "As Meditações são depois citadas em muitas compilações gregas dos séculos XIV a XVI.
Wilhelm Xylander traduziu pela primeira vez as Meditações para o latim em 1558.

## Manuscritos

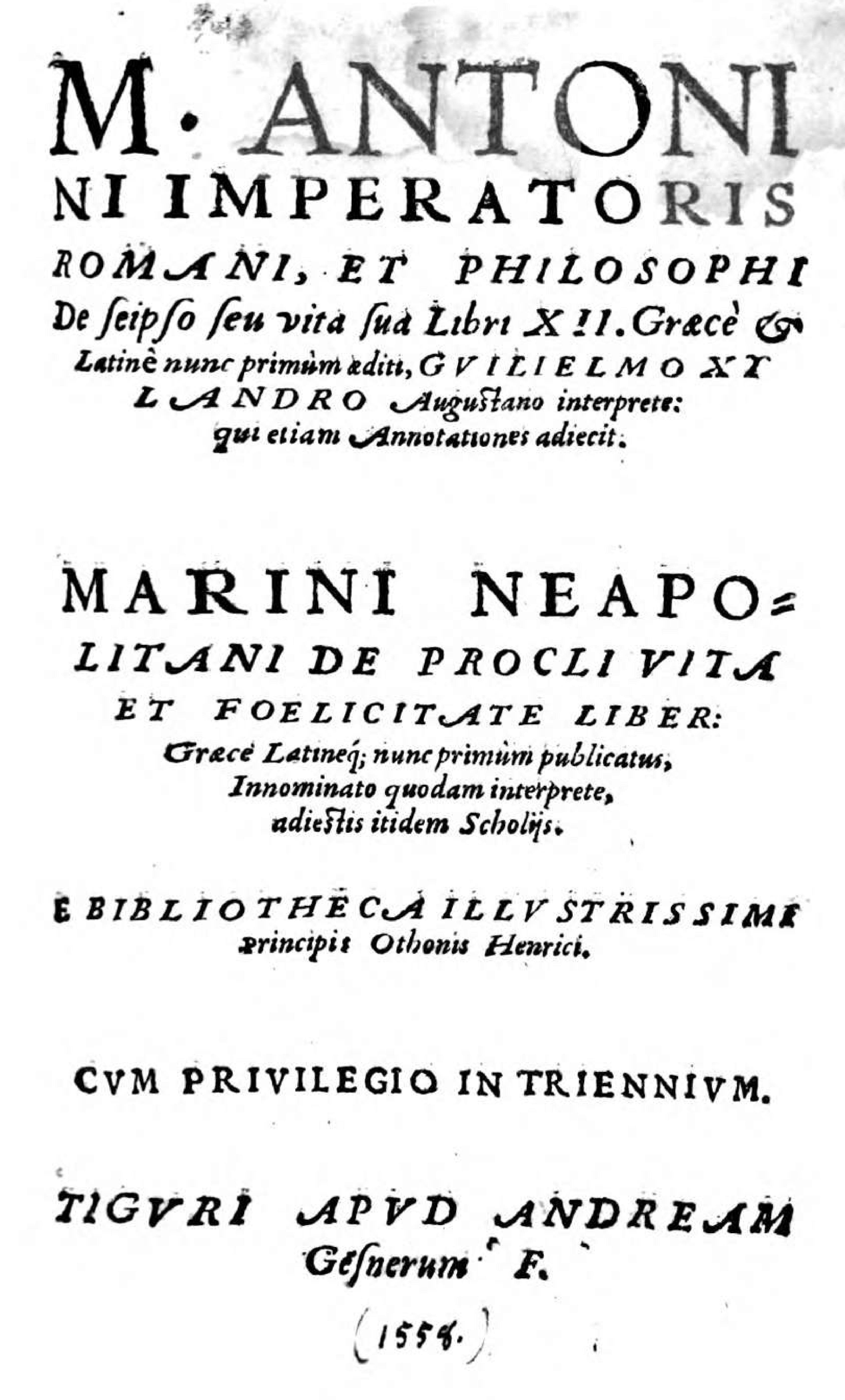
Edição latina Xylander (1558).

O texto atual é baseado quase inteiramente em dois manuscritos. Um deles é o Codex Palatinus (P), também conhecido como Codex Toxitanus (T), publicado pela primeira vez em 1558/9, mas agora perdido. O outro manuscrito é o Codex Vaticanus 1950 (A) na Biblioteca do Vaticano.

### Codex Palatinus
A história moderna das Meditações data da edição da primeira edição impressa (editio princeps) por Wilhelm Xylander em 1558 ou 1559. Foi publicado por iniciativa de Conrad Gesner e impresso pelo seu primo Andreas Gesner em Zurique. O livro foi encadernado com uma obra de Marinus (Proclus vel De Felicitate, também uma primeira edição). Às Meditações foi acrescentada uma tradução latina de Xylander que também incluía breves notas. Conrad Gesner afirmou na sua carta dedicatória que “recebeu os livros de Marcus do talentoso poeta Michael Toxites da biblioteca de Otto Heinrich, Príncipe Palatino”, ou seja, da coleção da Universidade de Heidelberg. A importância desta edição das Meditações é que o manuscrito do qual foi impressa está agora perdido, de modo que é uma das duas principais fontes de todos os textos modernos.

### Codex Vaticanus 1950
O Codex Vaticanus Graecus 1950 está contido num códice que passou para a Biblioteca do Vaticano da coleção de Stefano Gradi em 1683. Este é um manuscrito do século XIV que sobreviveu num estado muito corrompido, e cerca de quarenta e duas linhas foram perdidas por omissões acidentais.

### Outros manuscritos
Outros manuscritos têm pouco valor independente para a reconstrução do texto. Os principais são o Codex Darmstadtinus 2773 (D) com 112 extratos dos livros I a IX, e o Codex Parisinus 319 (C) com 29 extratos dos livros I a IV.

## Recepção
Marco Aurélio foi elogiado pela sua capacidade de "escrever o que estava no seu coração exatamente como era, não obscurecido por qualquer consciência da presença de ouvintes ou qualquer esforço para obter efeito". Gilbert Murray compara a obra às Confissões de Jean-Jacques Rousseau e às Confissões de Santo Agostinho. Embora Murray critique Marco pela "aspereza e simplicidade do seu estilo literário", ele encontra nas suas Meditações "tanta intensidade de sentimento... como na maioria dos mais nobres livros modernos de religião, apenas [com] um poder mais severo controlando-o." “As pessoas não conseguem entender Marco”, escreve ele, “não por causa da sua falta de auto-expressão, mas porque é difícil para a maioria dos homens respirar naquele auge intenso da vida espiritual, ou, pelo menos, respirar sobriamente”.
Rees (1992) chama as Meditações de “infinitamente comoventes e inspiradoras”, mas não as apresenta como obras de filosofia original. Bertrand Russell considerou-as contraditórias e inconsistentes, evidência de uma "era cansada" em que "mesmo os bens reais perdem o seu sabor". Usando Marco como exemplo de uma filosofia estóica maior, ele descobriu que a filosofia ética estóica continha um elemento de "uvas verdes". “Não podemos ser felizes, mas podemos ser bons; vamos, portanto, fingir que, enquanto formos bons, não importa sermos infelizes.” Tanto Russell quanto Rees encontram um elemento da filosofia estóica de Marcus no sistema filosófico de Immanuel Kant.
Na introdução à sua tradução de Meditações de 1964, o padre anglicano Maxwell Staniforth discutiu o profundo impacto do estoicismo no cristianismo. Michael Grant chamou Marco Aurélio de "o mais nobre de todos os homens que, por pura inteligência e força de caráter, valorizaram e alcançaram a bondade por si mesma e não por qualquer recompensa".  A tradução de Meditations para a The Modern Library, de Gregory Hays, entrou na lista dos mais vendidos do The Washington Post por duas semanas em 2002.
O livro foi descrito como um protótipo de prática reflexiva por Seamus Mac Suibhne. Beatrice Webb, a líder do movimento trabalhista que cunhou o termo negociação coletiva, referiu-se às Meditações como o seu “manual de devoção”. O presidente dos Estados Unidos, Bill Clinton, disse que Meditações é o seu livro favorito, e o ex-secretário de Defesa dos Estados Unidos, James Mattis, carregou a sua própria cópia pessoal de As Meditações de Marco Aurélio durante as suas missões como oficial do Corpo de Fuzileiros Navais na região do Golfo Pérsico, Afeganistão e Iraque.:3
Wen Jiabao, o ex-primeiro-ministro da China, disse que leu as Meditações mais de cem vezes. Wen também afirmou que ficou “profundamente impressionado” com o trabalho.

## Leitura Adicional

#### Traduções
- Retrato do Imperador Marco Aurélio - tradução bilíngue, de 1832, do primeiro capítulo no Wikisource Multilíngue.
- Alexandre Pires Vieira. Meditações. 2019, Montecristo Editora. ISBN 9781619651654
- Edson Bini. Meditações. 2019, Edipro. ISBN 9788552100911